# Alien Arena
Alien Arena je free FPS počítačová hra postavená na quake-engine, tzn. hodně podobná hrám typu Quake, Unreal Tournament apod.
Hra funguje pod systémy Windows a Linux; Mac OS zatím není podporován.
Alien Arena byla vydána v srpnu 2004.